# 富農街
富農街為臺灣台南市臺南市東區虎尾寮社區街道之一，南起東門路，北端中止於裕農路口，全長大約1240公尺。整條街道分為二段，東門路三段路口至裕學路 路口為一段，此後至裕農路口為二段。
街道兩旁為住宅及商店街，為此社區重要生活集散地，因街道狹窄，平時呈現車多擁擠景象。其中商店部分多為美食餐廳店家，所以該街也是一條美食街。

## 交叉路口
- 東門路
- 東成街
- 裕學路
- 裕農路

## 沿途設施
- 虎尾里活動中心＆富農公園
- 統一超商 東澓門市
- 自強里活動中心
- 臺南市政府警察局第一分局後甲派出所
- 臺南市政府環境保護局
- 全家便利商店 富農門市
- 東聖里活動中心